# Lucia dos Santos

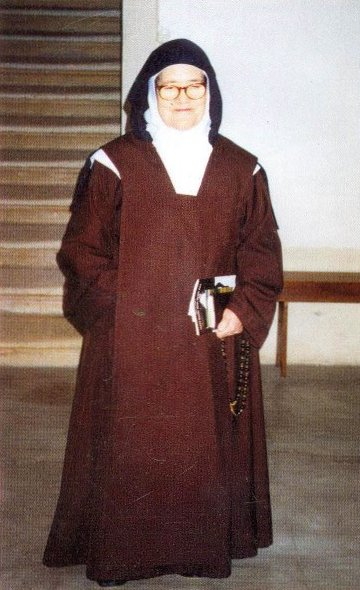
Zuster Lucia, 1998.

Maria Lucia Rosa dos Santos, (Aljusterel (Fátima), 22 maart 1907 - Coimbra, 13 februari 2005), wordt ook wel zuster Lucia van Jezus en van het Onbevlekte Hart genoemd. Ze was een van de drie Portugese herderskinderen aan wie bij Fátima in 1917 Maria, de moeder van Jezus verschenen zou zijn. Deze verschijningen zijn sindsdien bekend als die van Onze-Lieve-Vrouw van Fátima.

## Leven
Lucia maakte de verschijningen mee in het gezelschap van haar neef, Francisco Marto, en nicht, Jacinta Marto. Uit de mond van Maria zouden ze de zogeheten "drie geheimen van Fátima" vernomen hebben. Francisco stierf op 4 april 1919, tien jaar oud. Jacinta overleed op 20 februari 1920, negen jaar oud. Beiden werd slachtoffer van de Spaanse griep.
In 1921 vertrok Lucia in alle stilte uit haar geboortestreek naar een voorstad van Oporto, waar zij op advies van de bisschop van Leiria werd geplaatst in een weeshuis voor meisjes. Daar verbleef zij tot 1925. Lucia trad in de zomer van dat jaar in bij de Zusters van de H. Dorothea in het klooster te Tui (Pontevedra), net over de Portugese grens in Spanje. Haar noviciaat duurde drie jaar. Op 21-jarige leeftijd, op 3 oktober 1928, legde zij haar tijdelijke gelofte af en op 3 oktober 1934, na zes jaar kloosterleven, mocht Lucia haar eeuwige geloften afleggen.
In het klooster verscheen de Heilige Maria haar af en toe. De bisschop van Leiria gaf haar de opdracht haar memoires te schrijven. Zo zijn er nu vier documenten van haar hand, die werden geschreven in respectievelijk 1936, 1937, 1941 en 1942. Dat van 1942 was een definitief en volledig verslag.
In maart 1948 verhuisde ze naar het Karmelklooster in Coimbra. Lucia stierf op bijna 98-jarige leeftijd. Na haar overlijden werd de dag van haar begrafenis, 15 februari 2005, in Portugal uitgeroepen tot dag van nationale rouw.